# Kylie Minogues diskografi
Kylie Minogue är en australiensisk popartist. Hennes diskografi består av 12 studioalbum, fyra livealbum, nio samlingsalbum, 12 remixalbum sex EP-skivor och 51 singlar.
Minogue har sålt mer än 65 000 000 album och 55 000 000 singlar. Tillsammans således mer än 120 000 000 skivor.

## Album

### Studioalbum
| År                                                                                    | Album                   | Listplaceringar | Listplaceringar | Listplaceringar | Listplaceringar | Listplaceringar | Listplaceringar | Listplaceringar | Listplaceringar | Listplaceringar | Listplaceringar | Sålda exemplar                                                     |
| År                                                                                    | Album                   | AUS             | UK              | ÖST             | FRA             | TYS             | IRL             | NZ              | SVE             | SCH             | USA             | Sålda exemplar                                                     |
| ------------------------------------------------------------------------------------- | ----------------------- | --------------- | --------------- | --------------- | --------------- | --------------- | --------------- | --------------- | --------------- | --------------- | --------------- | ------------------------------------------------------------------ |
| 1988                                                                                  | Kylie                   | 2               | 1               | 15              | 10              | 8               | —               | 1               | 22              | 7               | 53              | - UK: 6× Platina - USA: Guld                                       |
| 1989                                                                                  | Enjoy Yourself          | 9               | 1               | —               | —               | 33              | —               | 6               | 33              | 13              | —               | - UK: 4× Platina                                                   |
| 1990                                                                                  | Rhythm of Love          | 10              | 9               | —               | —               | —               | —               | 36              | 44              | —               | —               | - UK: Platina                                                      |
| 1991                                                                                  | Let's Get To It         | 13              | 15              | —               | —               | —               | —               | —               | —               | —               | —               |                                                                    |
| 1994                                                                                  | Kylie Minogue           | 3               | 4               | —               | —               | —               | —               | —               | 39              | 33              | —               | - UK: Platina                                                      |
| 1997                                                                                  | Impossible Princess     | 4               | 10              | —               | —               | 78              | —               | —               | —               | —               | —               | - AUS: Platina - UK: Silver                                        |
| 2000                                                                                  | Light Years             | 1               | 2               | —               | 50              | 35              | 13              | 8               | 25              | 28              | —               | - AUS: 4× Platina - UK: Platina                                    |
| 2001                                                                                  | Fever                   | 1               | 1               | 1               | 21              | 1               | 1               | 3               | 10              | 3               | 3               | - AUS: 7× Platina - EU: 3× Platina - UK: 5× Platina - USA: Platina |
| 2003                                                                                  | Body Language           | 2               | 6               | 23              | 31              | 11              | 19              | 23              | 20              | 8               | 42              | - AUS: 2× Platina - UK: Platina                                    |
| 2007                                                                                  | X                       | 1               | 4               | 16              | 19              | 15              | 14              | 38              | 28              | 9               | 139             | - AUS: Platina - UK: Platina                                       |
| 2010                                                                                  | Aphrodite               | 2               | 1               | 3               | 3               | 3               | 5               | 11              | 9               | 2               | 19              | - AUS: Guld - UK: Guld                                             |
| 2012                                                                                  | The Abbey Road Sessions | 7               | 2               | 53              |                 | 31              |                 | 39              |                 | 17              |                 | - UK: Guld                                                         |
| 2014                                                                                  | Kiss Me Once            | 1               | 2               | 16              | 10              | 9               | 40              | 13              |                 | 8               | 31              | - UK: Silver                                                       |
| 2015                                                                                  | Kylie Christmas         | 7               | 12              | 46              | 76              | 34              | 14              |                 | 39              | 51              | 184             | - UK: Guld                                                         |
| 2018                                                                                  | Golden                  | 1               | 1               | 5               |                 | 3               | 2               | 18              | 38              | 4               | 64              | - UK: Guld                                                         |
| 2020                                                                                  | Disco                   |                 |                 |                 |                 |                 |                 |                 |                 |                 |                 |                                                                    |
| 2023                                                                                  | Tension                 |                 |                 |                 |                 |                 |                 |                 |                 |                 |                 |                                                                    |
| "—" betyder att albumet antingen inte gick in på listan eller inte släpptes i landet. |                         |                 |                 |                 |                 |                 |                 |                 |                 |                 |                 |                                                                    |

### Samlingsalbum
| År                                                                                    | Album                                         | Listplaceringar | Listplaceringar | Listplaceringar | Listplaceringar | Listplaceringar | Listplaceringar | Listplaceringar | Listplaceringar | Sålda exemplar                                   |
| År                                                                                    | Album                                         | AUS             | UK              | ÖST             | TYS             | IRL             | NZ              | SVE             | SCH             | Sålda exemplar                                   |
| ------------------------------------------------------------------------------------- | --------------------------------------------- | --------------- | --------------- | --------------- | --------------- | --------------- | --------------- | --------------- | --------------- | ------------------------------------------------ |
| 1992                                                                                  | Greatest Hits                                 | 3               | 1               | —               | 81              | —               | 49              | —               | —               | - UK: Platina                                    |
| 2004                                                                                  | Ultimate Kylie                                | 5               | 4               | 15              | 10              | 8               | 33              | 23              | 19              | - AUS: 4× Platina - EU: Platina - UK: 2× Platina |
| 2004                                                                                  | Step Back in Time — The Definitive Collection | —               | —               | —               | —               | —               | —               | —               | —               |                                                  |
| "—" betyder att albumet antingen inte gick in på listan eller inte släpptes i landet. |                                               |                 |                 |                 |                 |                 |                 |                 |                 |                                                  |

### Livealbum
| År                                                                                    | Album                    | Listplaceringar | Listplaceringar | Listplaceringar | Listplaceringar | Listplaceringar | Listplaceringar | Sålda exemplar |
| År                                                                                    | Album                    | AUS             | UK              | ÖST             | FRA             | TYS             | SCH             | Sålda exemplar |
| ------------------------------------------------------------------------------------- | ------------------------ | --------------- | --------------- | --------------- | --------------- | --------------- | --------------- | -------------- |
| 1998                                                                                  | Intimate and Live        | 28              | —               | —               | —               | —               | —               |                |
| 2005                                                                                  | Showgirl                 | —               | —               | —               | —               | —               | —               |                |
| 2007                                                                                  | Showgirl Homecoming Live | 28              | 7               | 55              | 113             | 59              | 54              | - UK: Silver   |
| 2009                                                                                  | Kylie: Live in New York  | —               | —               | —               | —               | —               | —               |                |
| "—" betyder att albumet antingen inte gick in på listan eller inte släpptes i landet. |                          |                 |                 |                 |                 |                 |                 |                |

## Singlar
| 1987                                                                                  | "I Should Be So Lucky"                             | 1   | 4  | 25 | 4  | 1  | 1  | 14 | 3  | 5  | 13 | 1  | 1  | 28 | 10 | - FRA: Guld - TYS: Guld - UK: Guld                                        | Kylie                                         |
| 1988                                                                                  | "Got to Be Certain"                                | 1   | 8  | —  | 9  | 6  | 4  | —  | 2  | 6  | 19 | 8  | 2  | —  | —  | - FRA: Guld - UK: Silver                                                  | Kylie                                         |
| 1988                                                                                  | "The Loco-Motion"                                  | 1   | 3  | 1  | 5  | 3  | 1  | 6  | 8  | 8  | —  | 2  | 2  | 3  | 12 | - FRA: Guld - USA: Guld                                                   | Kylie                                         |
| 1988                                                                                  | "Je Ne Sais Pas Pourquoi"                          | 11  | —  | —  | 15 | 14 | 2  | —  | 9  | 10 | —  | 24 | 2  | —  | —  | - UK: Silver                                                              | Kylie                                         |
| 1988                                                                                  | "It's No Secret"                                   | —   | —  | 22 | —  | —  | —  | —  | 47 | —  | —  | —  | —  | 37 | —  |                                                                           | Kylie                                         |
| 1988                                                                                  | "Turn It into Love"                                | —   | —  | —  | —  | —  | —  | —  | —  | —  | —  | —  | —  | —  | —  |                                                                           | Kylie                                         |
| 1989                                                                                  | "Hand on Your Heart"                               | 4   | —  | —  | 8  | 17 | 1  | 19 | 15 | 10 | 17 | 6  | 1  | —  | —  | - UK: Guld                                                                | Enjoy Yourself                                |
| 1989                                                                                  | "Wouldn't Change a Thing"                          | 6   | —  | —  | 19 | 24 | —  | —  | 21 | —  | —  | 27 | 2  | —  | —  |                                                                           | Enjoy Yourself                                |
| 1989                                                                                  | "Never Too Late"                                   | 14  | —  | —  | 26 | 45 | 1  | 29 | 27 | —  | —  | 23 | 4  | —  | —  | - UK: Silver                                                              | Enjoy Yourself                                |
| 1990                                                                                  | "Tears on My Pillow"                               | 20  | —  | 35 | —  | 31 | 2  | 19 | 33 | —  | —  | —  | 1  | —  | —  | - UK: Silver                                                              | Enjoy Yourself                                |
| 1990                                                                                  | "Better the Devil You Know"                        | 4   | 27 | —  | 13 | 24 | 4  | 22 | 27 | —  | 13 | 21 | 2  | —  | —  | - UK: Silver                                                              | Rhythm of Love                                |
| 1990                                                                                  | "Step Back in Time"                                | 5   | —  | —  | 23 | 36 | 4  | 35 | 21 | —  | 19 | 29 | 4  | —  | —  |                                                                           | Rhythm of Love                                |
| 1991                                                                                  | "What Do I Have to Do?"                            | 11  | —  | —  | 50 | 48 | 7  | —  | —  | —  | —  | —  | 6  | —  | —  |                                                                           | Rhythm of Love                                |
| 1991                                                                                  | "Shocked"                                          | 7   | —  | —  | —  | —  | 2  | —  | —  | —  | —  | —  | 6  | —  | —  |                                                                           | Rhythm of Love                                |
| 1991                                                                                  | "Word Is Out"                                      | 10  | —  | —  | —  | —  | 8  | —  | —  | —  | —  | —  | 16 | —  | —  |                                                                           | Let's Get to It                               |
| 1991                                                                                  | "If You Were with Me Now" (med Keith Washington)   | 23  | —  | —  | —  | 61 | 7  | —  | —  | —  | —  | —  | 4  | —  | —  |                                                                           | Let's Get to It                               |
| 1992                                                                                  | "Give Me Just a Little More Time"                  | 24  | —  | —  | —  | 51 | 6  | —  | —  | —  | —  | —  | 2  | —  | —  |                                                                           | Let's Get to It                               |
| 1992                                                                                  | "Finer Feelings"                                   | 60  | —  | —  | —  | —  | 16 | —  | —  | —  | —  | —  | 11 | —  | —  |                                                                           | Let's Get to It                               |
| 1992                                                                                  | "What Kind of Fool (Heard All That Before)"        | 17  | —  | —  | —  | 81 | 12 | —  | —  | —  | —  | —  | 14 | —  | —  |                                                                           | Greatest Hits                                 |
| 1992                                                                                  | "Celebration"                                      | 21  | —  | —  | —  | —  | 11 | —  | —  | —  | —  | —  | 20 | —  | —  |                                                                           | Greatest Hits                                 |
| 1994                                                                                  | "Confide in Me"                                    | 1   | —  | —  | 10 | 50 | 12 | 38 | 12 | —  | 30 | 20 | 2  | —  | 39 | - UK: Silver                                                              | Kylie Minogue                                 |
| 1994                                                                                  | "Put Yourself in My Place"                         | 11  | —  | —  | —  | 87 | —  | —  | —  | —  | —  | —  | 11 | —  | —  |                                                                           | Kylie Minogue                                 |
| 1995                                                                                  | "Where Is the Feeling?"                            | 31  | —  | —  | —  | —  | —  | —  | —  | —  | —  | —  | 16 | —  | —  |                                                                           | Kylie Minogue                                 |
| 1997                                                                                  | "Some Kind of Bliss"                               | 27  | —  | —  | —  | —  | —  | —  | 46 | —  | —  | —  | 22 | —  | —  |                                                                           | Impossible Princess                           |
| 1997                                                                                  | "Did It Again"                                     | 15  | —  | —  | —  | —  | —  | —  | —  | —  | —  | —  | 14 | —  | —  | - AUS: Guld                                                               | Impossible Princess                           |
| 1998                                                                                  | "Breathe"                                          | 23  | —  | —  | —  | —  | —  | —  | —  | —  | —  | —  | 14 | —  | —  |                                                                           | Impossible Princess                           |
| 1998                                                                                  | "Cowboy Style"                                     | 39  | —  | —  | —  | —  | —  | —  | —  | —  | —  | —  | —  | —  | —  |                                                                           | Impossible Princess                           |
| 2000                                                                                  | "Spinning Around"                                  | 1   | —  | —  | 28 | 62 | 4  | 31 | 2  | —  | 42 | 34 | 1  | —  | —  | - AUS: Platina - UK: Silver                                               | Light Years                                   |
| 2000                                                                                  | "On a Night Like This"                             | 1   | —  | —  | 69 | 72 | 16 | 64 | 35 | —  | 31 | 51 | 2  | —  | —  | - AUS: Platina                                                            | Light Years                                   |
| 2000                                                                                  | "Kids" (med Robbie Williams)                       | 14  | —  | —  | —  | 47 | 9  | 24 | 5  | —  | 31 | 35 | 2  | —  | —  | - AUS: Guld - UK: Silver                                                  | Light Years                                   |
| 2000                                                                                  | "Please Stay"                                      | 15  | —  | —  | —  | —  | 34 | 69 | —  | —  | 47 | —  | 10 | —  | —  | - AUS: Guld                                                               | Light Years                                   |
| 2001                                                                                  | "Your Disco Needs You"                             | 20  | 70 | —  | —  | 31 | —  | —  | —  | —  | —  | 27 | —  | —  | —  |                                                                           | Light Years                                   |
| 2001                                                                                  | "Can't Get You Out of My Head"                     | 1   | 1  | 3  | 1  | 1  | 1  | 1  | 1  | 1  | 1  | 1  | 1  | 7  | 1  | - AUS: 3× Platina - FRA: Diamant - TYS: Platina - UK: Platina - USA: Guld | Fever                                         |
| 2002                                                                                  | "In Your Eyes"                                     | 1   | 22 | 11 | 24 | 18 | 6  | 15 | 18 | —  | 20 | 8  | 3  | —  | —  | - AUS: Guld - UK: Silver                                                  | Fever                                         |
| 2002                                                                                  | "Love at First Sight"                              | 3   | 29 | 5  | 33 | 16 | 7  | 22 | 9  | —  | 36 | 22 | 2  | 23 | 1  | - AUS: Guld                                                               | Fever                                         |
| 2002                                                                                  | "Come into My World"                               | 4   | 59 | 15 | 78 | 47 | 11 | 35 | 20 | —  | —  | 66 | 8  | 91 | 20 | - AUS: Guld                                                               | Fever                                         |
| 2003                                                                                  | "Slow"                                             | 1   | 20 | 6  | 45 | 8  | 5  | 13 | 9  | 4  | 16 | 18 | 1  | 91 | 1  | - AUS: Platina                                                            | Body Language                                 |
| 2004                                                                                  | "Red Blooded Woman"                                | 4   | 23 | —  | 33 | 16 | 9  | 21 | 19 | —  | 28 | 15 | 5  | —  | 24 |                                                                           | Body Language                                 |
| 2004                                                                                  | "Chocolate"                                        | 14  | 58 | —  | 69 | 43 | 26 | 45 | —  | —  | —  | 53 | 6  | —  | —  |                                                                           | Body Language                                 |
| 2004                                                                                  | "I Believe in You"                                 | 6   | 4  | —  | 35 | 12 | 9  | 14 | 29 | 13 | 16 | 6  | 2  | —  | 3  | - AUS: Guld                                                               | Ultimate Kylie                                |
| 2005                                                                                  | "Giving You Up"                                    | 8   | 45 | —  | —  | 27 | 20 | 23 | —  | —  | —  | 40 | 6  | —  | —  |                                                                           | Ultimate Kylie                                |
| 2007                                                                                  | "2 Hearts"                                         | 1   | 14 | 60 | 15 | 13 | 12 | 29 | 34 | 6  | 3  | 10 | 4  | —  | —  | - AUS: Guld                                                               | X                                             |
| 2008                                                                                  | "Wow"                                              | 11  | 73 | —  | 15 | 41 | 10 | 36 | —  | —  | 32 | 51 | 5  | —  | —  |                                                                           | X                                             |
| 2008                                                                                  | "In My Arms"                                       | 35  | 16 | —  | 10 | 8  | 15 | 33 | —  | —  | 15 | 10 | 10 | —  | —  |                                                                           | X                                             |
| 2008                                                                                  | "All I See"                                        | —   | —  | 81 | —  | —  | —  | —  | —  | —  | —  | —  | —  | —  | 3  |                                                                           | X                                             |
| 2008                                                                                  | "The One"                                          | —   | —  | —  | —  | —  | —  | —  | —  | —  | —  | —  | 36 | —  | —  |                                                                           | X                                             |
| 2010                                                                                  | "All the Lovers"                                   | 13  | 5  | 72 | 3  | 10 | 6  | 61 | —  | —  | 33 | 6  | 3  | —  | 1  |                                                                           | Aphrodite                                     |
| 2010                                                                                  | "Get Outta My Way"                                 | 69  | —  | —  | 24 | 41 | 33 | —  | —  | —  | —  | 61 | 12 | —  | 1  |                                                                           | Aphrodite                                     |
| 2010                                                                                  | "Better than Today"                                | 55  | —  | —  | 63 | —  | —  | —  | —  | —  | —  | 32 | 32 | —  | 1  |                                                                           | Aphrodite                                     |
| 2011                                                                                  | "Put Your Hands Up (If You Feel Love)"             | 50  | —  | —  | —  | —  | —  | —  | —  | —  | —  | —  | 93 | —  | 1  |                                                                           | Aphrodite                                     |
| 2012                                                                                  | "Timebomb"                                         | 12  | 58 | 73 | 46 | 56 | 26 | —  | 33 | —  | —  | —  | 31 | —  | 1  |                                                                           |                                               |
| 2012                                                                                  | "Flower"                                           | —   | —  | —  | —  | —  | —  | —  | —  | —  | —  | —  | 96 | —  | —  |                                                                           | The Abbey Road Sessions                       |
| 2012                                                                                  | "On a Night Like This"                             | —   | —  | —  | —  | —  | —  | —  | —  | —  | —  | —  | —  | —  | —  |                                                                           | The Abbey Road Sessions                       |
| 2014                                                                                  | "Into the Blue"                                    | 46  | 37 | —  | 47 | 31 | 9  | —  | —  | —  | —  | 32 | 12 | —  | 1  |                                                                           | Kiss Me Once                                  |
| 2014                                                                                  | "I Was Gonna Cancel"                               | —   | —  | —  | —  | —  | —  | —  | —  | —  | —  | —  | —  | 59 | 5  |                                                                           | Kiss Me Once                                  |
| 2015                                                                                  | "Only You" (med James Corden)                      | —   | —  | —  | —  | —  | —  | —  | —  | —  | —  | —  | —  | —  | —  |                                                                           | Kylie Christmas                               |
| 2015                                                                                  | "100 Degrees" (med Dannii Minogue)                 | —   | —  | —  | —  | —  | —  | —  | —  | —  | —  | —  | —  | —  | —  |                                                                           | Kylie Christmas                               |
| 2015                                                                                  | "Every Day's Like Christmas"                       | —   | —  | —  | —  | —  | —  | —  | —  | —  | —  | —  | —  | —  | —  |                                                                           | Kylie Christmas                               |
| 2016                                                                                  | "At Christmas"                                     | —   | —  | —  | —  | —  | —  | —  | —  | —  | —  | —  | —  | —  | —  |                                                                           | Kylie Christmas: Snow Queen Edition           |
| 2016                                                                                  | "Wonderful Christmastime" (med Mika)               | —   | —  | —  | —  | —  | —  | —  | —  | —  | —  | —  | —  | —  | —  |                                                                           | Kylie Christmas: Snow Queen Edition           |
| 2018                                                                                  | "Dancing"                                          | 46  | —  | —  | —  | 71 | —  | —  | —  | —  | —  | —  | 38 | —  | 1  | - AUS: Guld                                                               | Golden                                        |
| 2018                                                                                  | "Stop Me from Falling"                             | 164 | —  | —  | —  | —  | —  | —  | —  | —  | —  | —  | 52 | —  | —  |                                                                           | Golden                                        |
| 2018                                                                                  | "Golden"                                           | —   | —  | —  | —  | —  | —  | —  | —  | —  | —  | —  | —  | —  | —  |                                                                           | Golden                                        |
| 2018                                                                                  | "A Lifetime to Repair"                             | —   | —  | —  | —  | —  | —  | —  | —  | —  | —  | —  | —  | —  | —  |                                                                           | Golden                                        |
| 2018                                                                                  | "Music's Too Sad Without You" (med Jack Savoretti) | —   | —  | —  | —  | —  | —  | —  | —  | —  | —  | —  | —  | —  | —  |                                                                           | Golden                                        |
| 2018                                                                                  | "Sincerely Yours"                                  | —   | —  | —  | —  | —  | —  | —  | —  | —  | —  | —  | —  | —  | —  |                                                                           | Golden                                        |
| 2019                                                                                  | "New York City"                                    | —   | —  | —  | —  | —  | —  | —  | —  | —  | —  | —  | —  | —  | —  |                                                                           | Step Back in Time - The Definitive Collection |
| "—" betyder att albumet antingen inte gick in på listan eller inte släpptes i landet. |                                                    |     |    |    |    |    |    |    |    |    |    |    |    |    |    |                                                                           |                                               |

### Som gästartist
| År                                                                                    | Sång                                                          | Listplaceringar | Listplaceringar | Listplaceringar | Listplaceringar | Listplaceringar | Listplaceringar | Listplaceringar | Listplaceringar | Listplaceringar | Listplaceringar | Listplaceringar | Listplaceringar | Sålda exemplar            | Album                  |
| År                                                                                    | Sång                                                          | AUS             | ÖST             | FRA             | TYS             | IRL             | NLD             | NZ              | NOR             | SVE             | SCH             | UK              | USA Dans        | Sålda exemplar            | Album                  |
| ------------------------------------------------------------------------------------- | ------------------------------------------------------------- | --------------- | --------------- | --------------- | --------------- | --------------- | --------------- | --------------- | --------------- | --------------- | --------------- | --------------- | --------------- | ------------------------- | ---------------------- |
| 1988                                                                                  | "Especially for You" (med Jason Donovan)                      | 2               | 3               | 3               | 10              | 1               | 6               | 2               | 10              | 12              | 2               | 1               | —               | - FRA: Guld - UK: Platina | Ten Good Reasons       |
| 1989                                                                                  | "Do They Know It's Christmas?" (med Band Aid II)              | 30              | —               | —               | 74              | 1               | —               | —               | —               | 15              | 24              | 1               | —               | - UK: Platina             |                        |
| 1991                                                                                  | "Keep on Pumpin' It" (med Visionmasters & Tony King)          | —               | —               | —               | —               | —               | —               | —               | —               | —               | —               | 49              | —               |                           |                        |
| 1995                                                                                  | "Where the Wild Roses Grow" (med Nick Cave and the Bad Seeds) | 2               | 4               | 37              | 12              | 6               | 9               | 11              | 3               | 3               | 11              | 11              | —               | - TYS: Guld - AUS: Guld   | Murder Ballads         |
| 1998                                                                                  | "GBI: German Bold Italic" (med Towa Tei)                      | 50              | —               | —               | —               | —               | —               | —               | —               | —               | —               | 63              | —               |                           | Sound Museum           |
| 2010                                                                                  | "Everybody Hurts" (med Helping Haiti)                         | 28              | —               | —               | 16              | 1               | —               | 17              | —               | 25              | 16              | 1               | —               |                           |                        |
| 2010                                                                                  | "Higher" (med Taio Cruz)                                      | 25              | 3               | 7               | 3               | 7               | —               | 5               | —               | 18              | 4               | 8               | —               |                           | Rokstarr               |
| 2013                                                                                  | "Limpido" (med Laura Pausini)                                 | —               | —               | —               | —               | —               | —               | —               | 66              | —               | —               | —               | —               |                           | 20 - The Greatest Hits |
| 2014                                                                                  | "Beautiful" (med Enrique Iglesias)                            | 47              | —               | —               | —               | —               | —               | —               | —               | —               | —               | —               | —               |                           | Sex and Love           |
| 2015                                                                                  | "Right Here, Right Now" (med Giorgio Moroder)                 | —               | —               | 147             | —               | —               | —               | —               | —               | —               | —               | 125             | 1               |                           | Déjà Vu                |
| 2015                                                                                  | "The Other Boys" (med Nervo, Jake Shears och Nile Rodgers)    | —               | —               | —               | —               | —               | —               | —               | —               | —               | —               | —               | 1               |                           | Collateral             |
| "—" betyder att singeln antingen inte gick in på listan eller inte släpptes i landet. |                                                               |                 |                 |                 |                 |                 |                 |                 |                 |                 |                 |                 |                 |                           |                        |